# Waldhotel am See

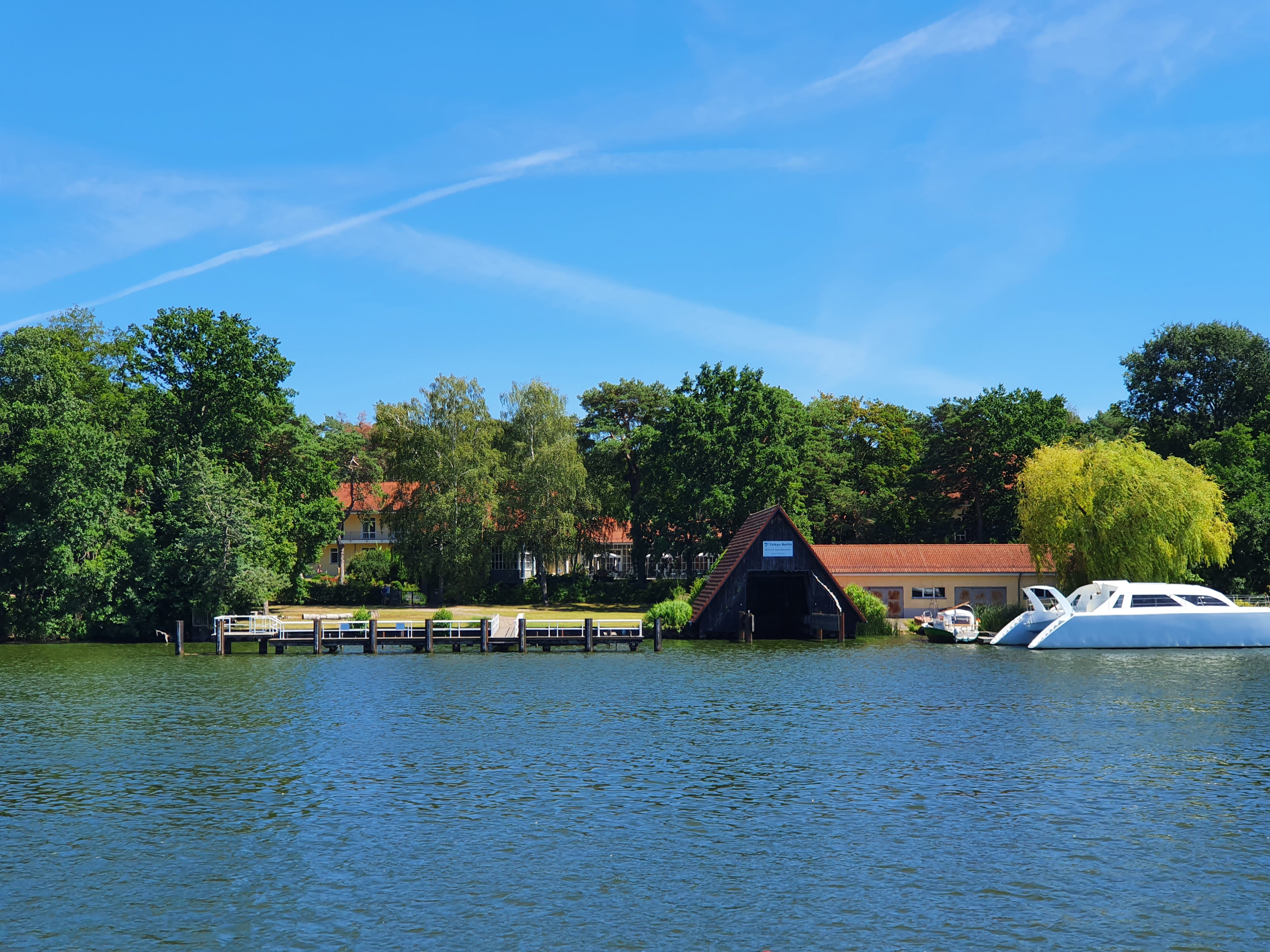
Ansicht vom Zeuthener See

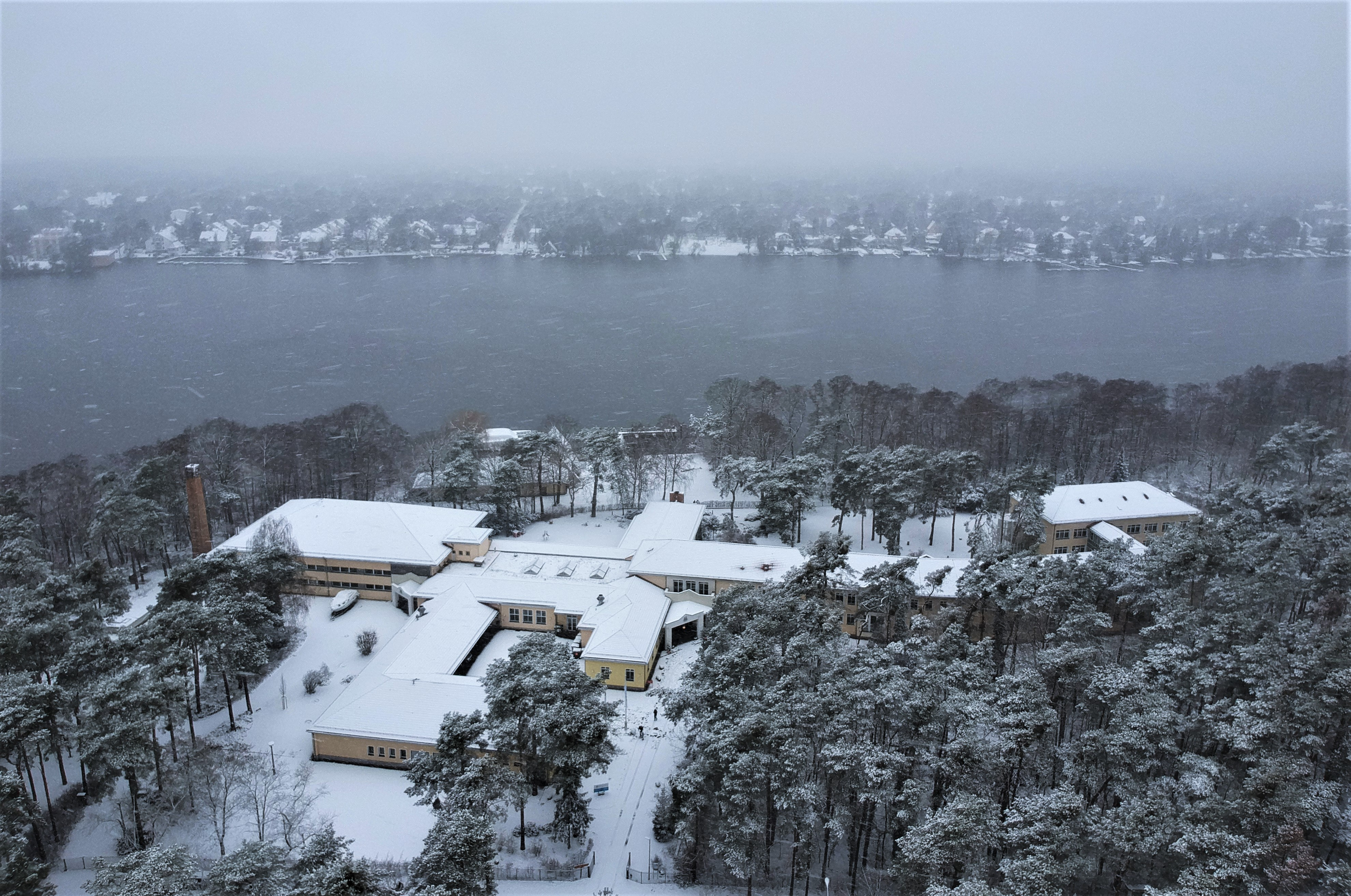
Aus der Vogelperspektive im Winter

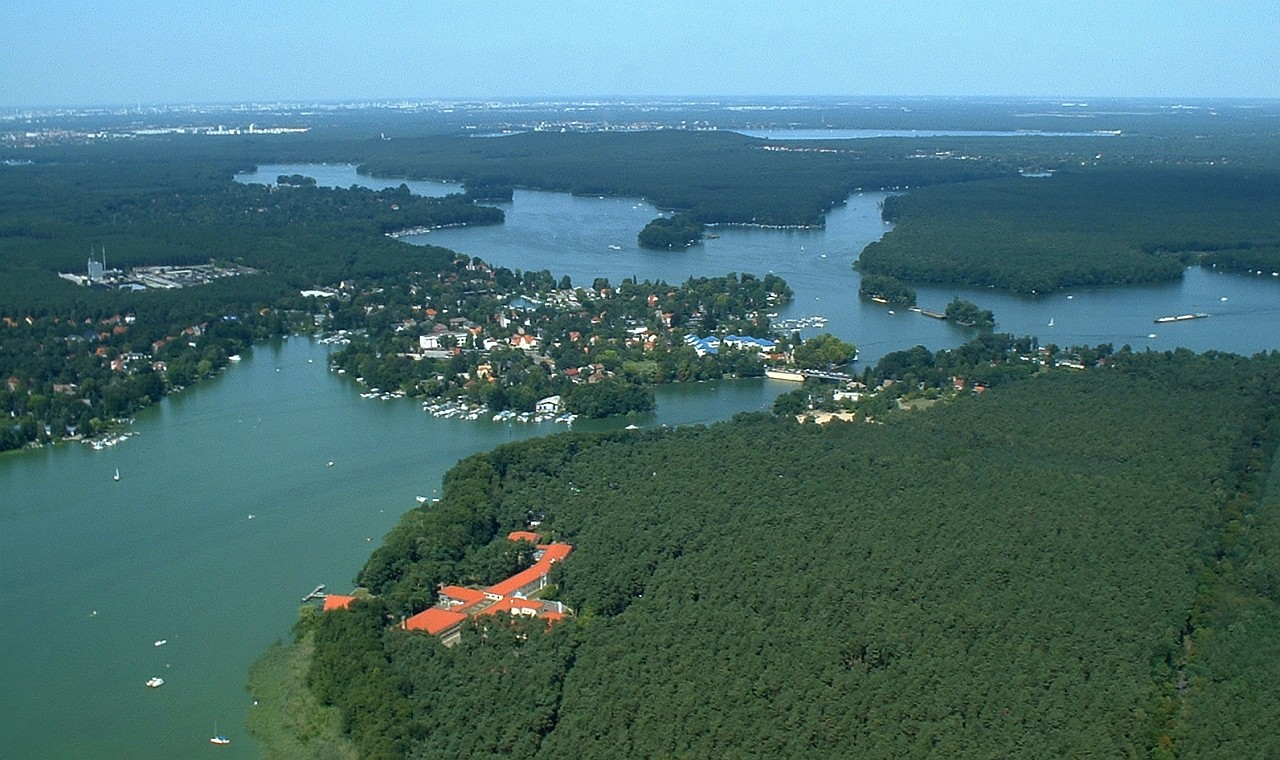
Der Hotelkomplex liegt am rechten Seeufer im Wald

Das Waldhotel am See in Berlin-Schmöckwitz liegt im Bezirk Treptow-Köpenick. Es liegt am Rand von Schmöckwitz kurz vor der Siedlung Rauchfangswerder (die südlichste Siedlung Berlins zwischen Zeuthener See und Großem Zug).

## Geschichte

### FDGB-Ferienheim

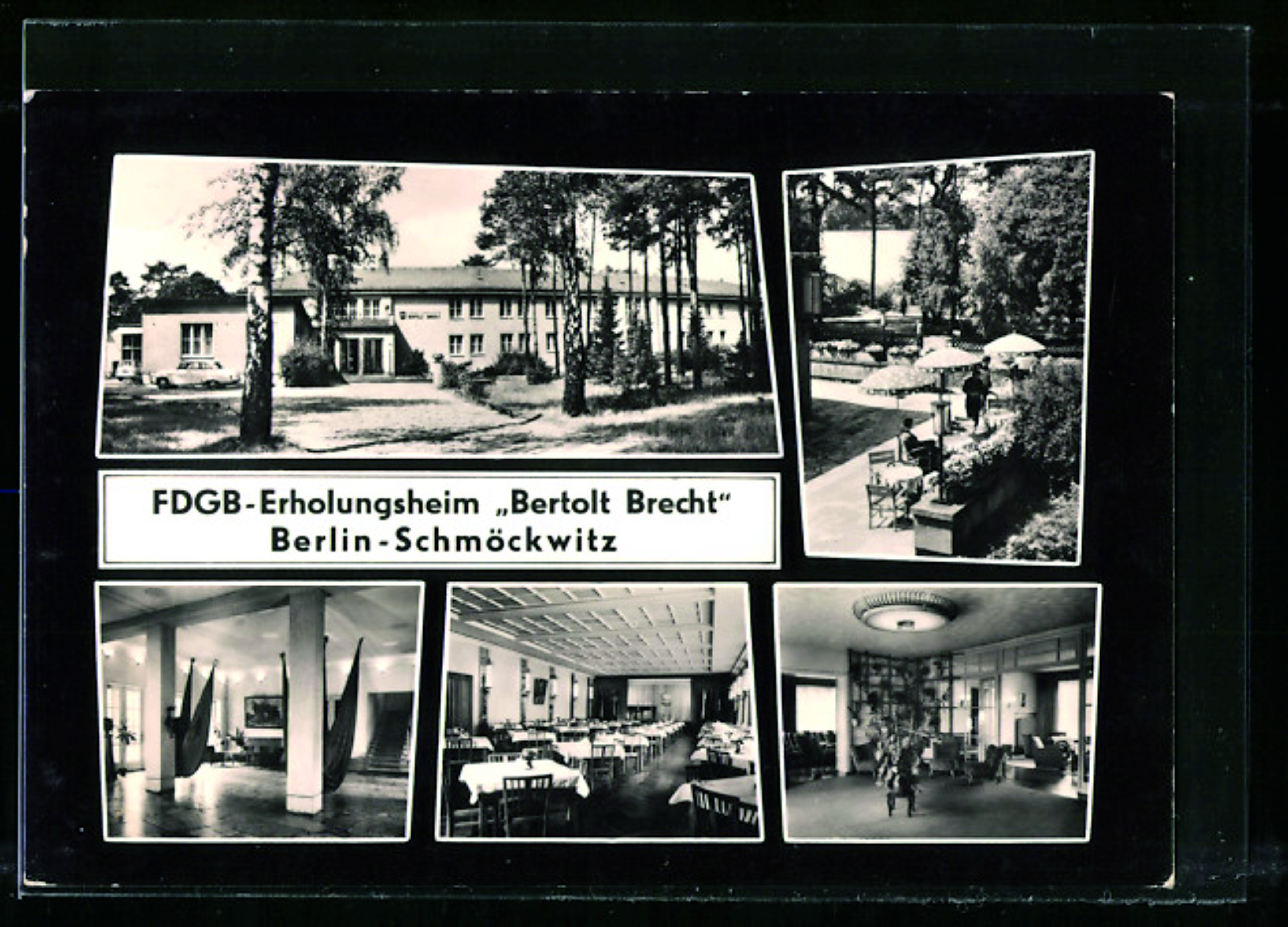
Ansichtskarte FDGB-Erholungsheim

1953 wurde das Haus als FDGB-Ferienheim „Bertolt Brecht“ für Forstarbeiter durch die Vermögensverwaltung des F.D.G.B. GmbH (VVG) gegründet.
Ende der 1960er Jahre wurde das Haus aufgrund seiner Lage durch das FDGB-Präsidium in ein internationales Konferenzzentrum und Gästehaus umgewidmet. Vorangegangen war im Januar 1964 die Durchführung eines internationalen Seminars der IVG der Bau-, Holz- und Baustoffarbeiter mit Vertretern der Bauindustrie der europäischen Länder sowie Durchführung einer Tagung der Baukommission der IVG vom 14.–20. Juni 1964.
1974 wurde der Umbau zum Internationalen Konferenzzentrum und Gästehaus des Präsidiums des FDGB abgeschlossen und vom 21. bis 23. Oktober 1975 war das Gästehaus Bertolt Brecht eine der Tagungsstätten für die neun Kommissionen des Weltkongresses im Internationalen Jahr der Frau in Berlin.

### Campus der Teikyō-Universitätsgruppe
Nach der Wende wurde 1990–1991 ein Schmöckwitz Conferenz Center (SCC) betrieben, als sich 1991 die japanische Teikyō University Group als Interessent für eine weitere Nutzung anbot. Es wurde ein Campus für Studenten der Teikyō-Universitätsgruppe einzurichten sowie einen Teil der Gebäude als Hotel zu nutzen.

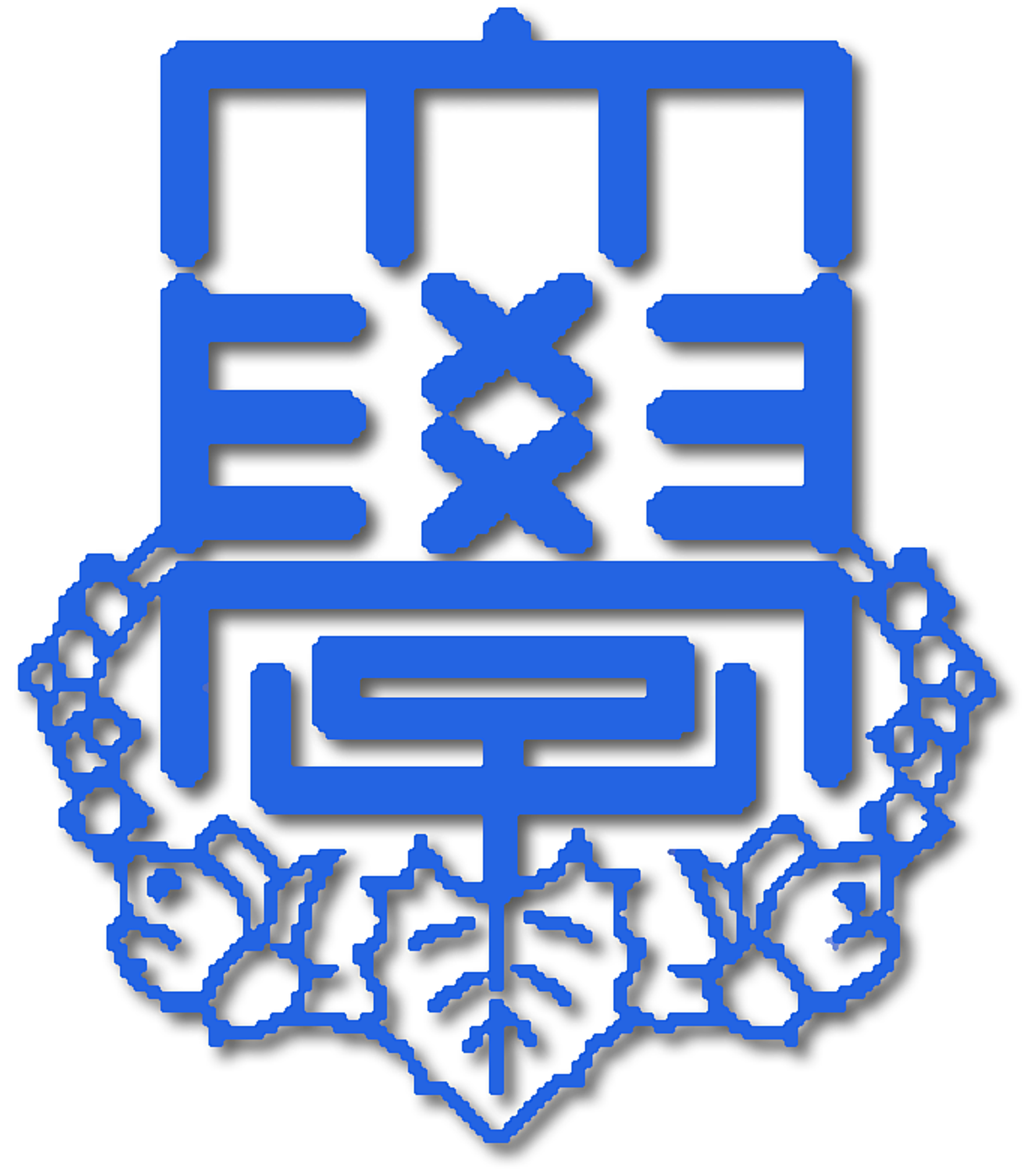
Teikyo Private University Logo

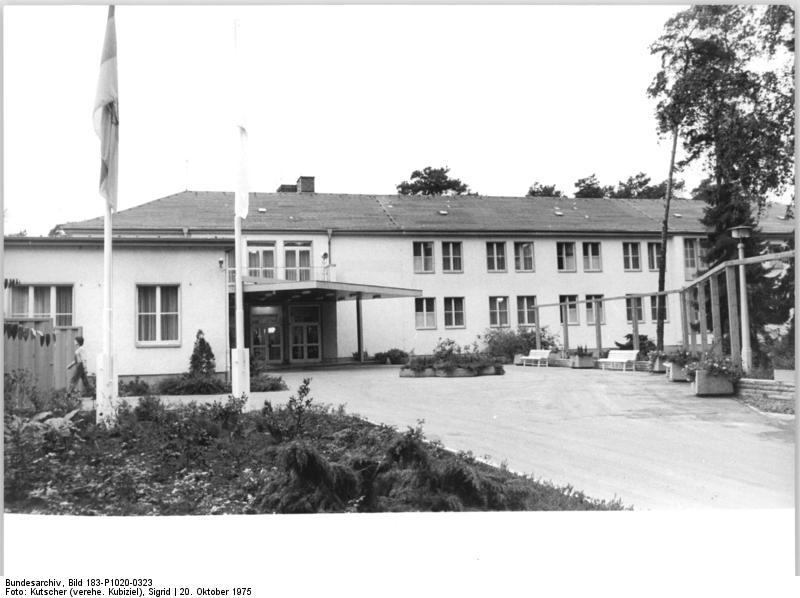
Bundesarchivbild

1992 begannen die ersten Vorlesungen für japanische und Studenten aus den USA, im Jahr darauf wurde die Teikyo Foundation (Germany) – eine Stiftung für akademisch-wissenschaftlich-kulturellen Austausch sowie zur Förderung der Freundschaft – eingerichtet. 1994 erwarb die Teikyo University Group das Areal und die Gebäude. In den Jahren 1996 bis 1998 wurde das Haus generalüberholt und neu gestaltet. Bislang haben mehr als 2500 Studenten aus Japan, den USA und anderen Ländern verschiedene Studienprogramme absolviert.
Ab 1999 fand jährlich von Ende Juni bis Ende August ein internationales Sprachferiencamp für Kinder und Jugendliche aus ganz Europa statt. Dieses Camp wurde durch die Sprachenschule GLS Sprachenzentrum verwirklicht. Zugleich können Schulklassen und Jugendliche den Campus nutzen, um Klassenfahrten, Projekte in Berlin oder andere Programme zu verwirklichen. 
Kooperationen im Bereich des Bildungs- und Kultursektors gibt es mit verschiedenen Partnern, wie dem Privatgymnasium Villa Elisabeth. Seit 2004 bietet Teikyo Berlin Jugendgruppen und Schulklassen die Möglichkeit, im Jugendgästehaus Projekttage oder Klassenfahrten durchzuführen.

### Waldhotel am See
2020 erwarb ein neuer Investor den gesamten Komplex. Die Räumlichkeiten wurden modernisiert und der Hotelbereich neu gestaltet. Am 25. Oktober 2020 wurde das Hotel in Waldhotel am See umbenannt.
Auf dem Gelände befinden sich elf Gebäude, die den Hotelkomplex mit 34 Zimmern, das Gästehaus mit 30 Zimmern, Kaminzimmer, Wintergarten, Cafeteria, zwei Seminarräume sowie Lobby und Rezeption in den zentralen Gebäudeteilen, im Seminarhaus sechs weitere Seminarräume und einen 350 m² großen Saal umfassen. Weiterhin befinden sich auf dem Gelände die Yoga Licht Werk Statt mit anliegender Sauna und Fitnessbereich sowie am Ufer des Zeuthener Sees zwei Bootshäuser und eine Steganlage.